# Kajana kyrka

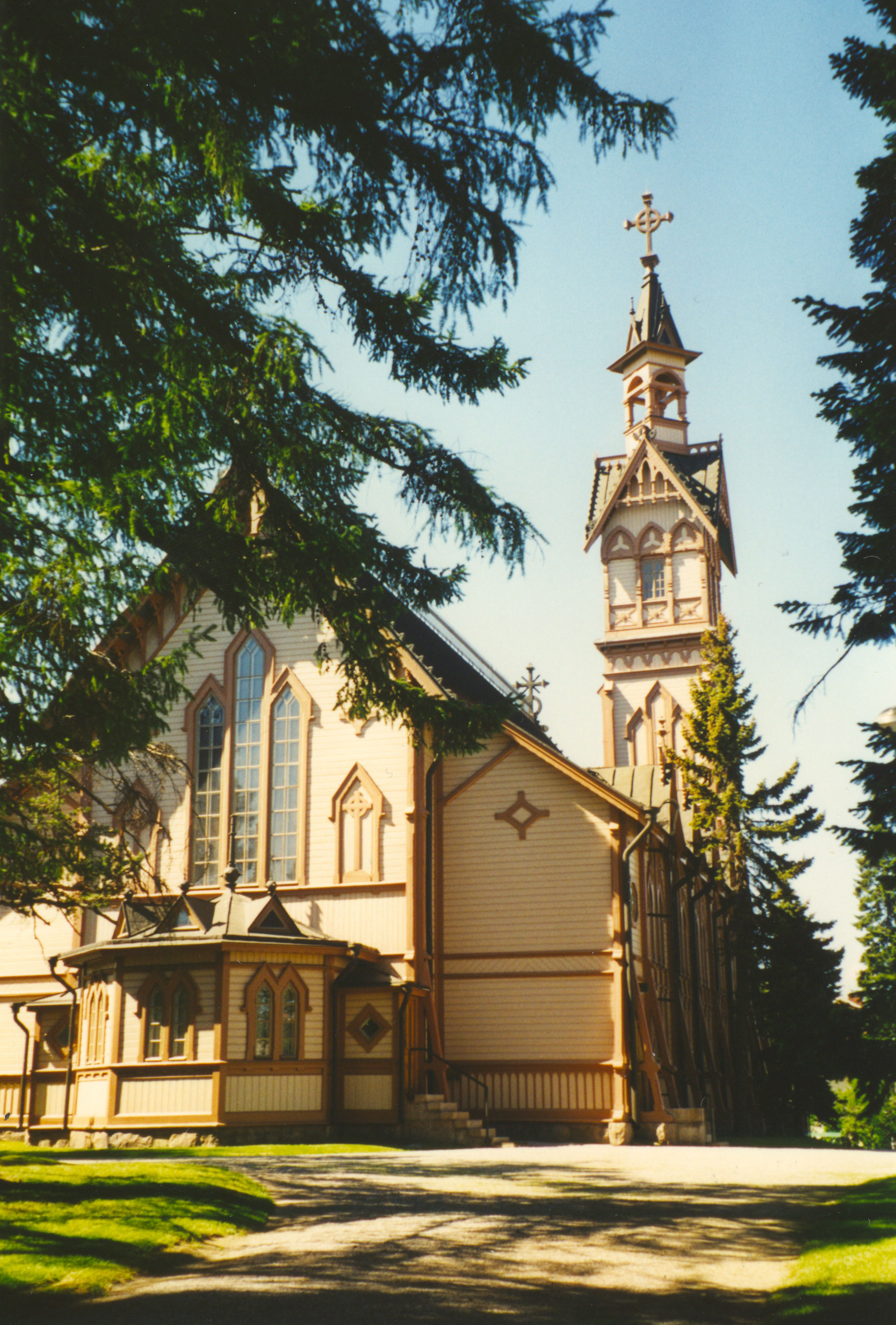
Kajana kyrka

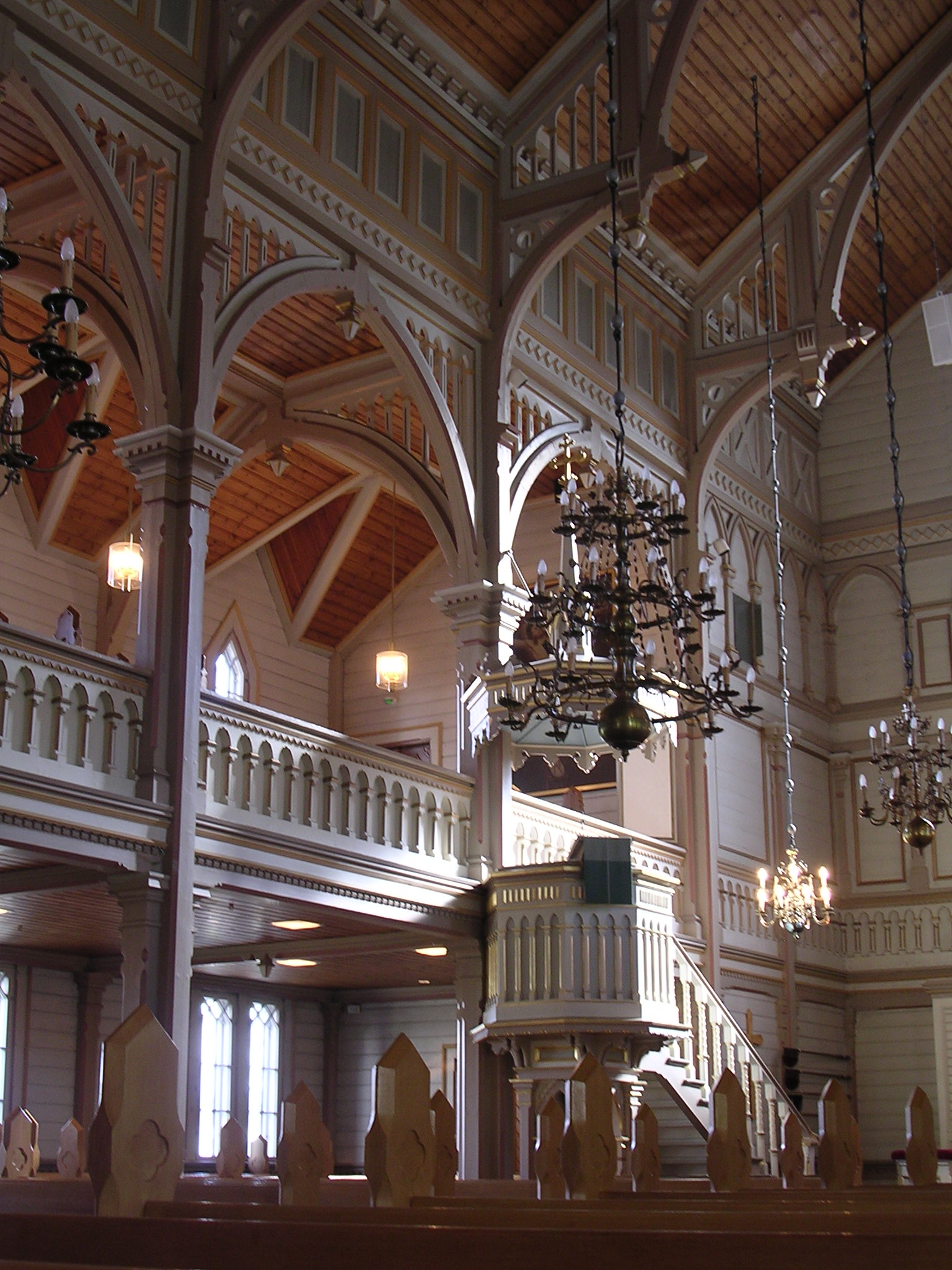
Interiör

Kajana kyrka är en kyrkobyggnad i den finländska staden Kajana i landskapet Kajanaland. Den är församlingskyrka i Kajana församling inom Evangelisk-lutherska kyrkan i Finland.

## Kyrkobyggnaden
Kyrkan byggdes i trä i nygotisk stil 1897 efter ritningar av arkitekt Johan Jacob Ahrenberg. Den är den tredje kyrkan i Kajana. Kyrkan renoverades mellan åren 1965 och 1966. Hösten 2006 målades kyrkan och genomgick en invändig renovering. Kyrkorummet är ljusare och luftigare än tidigare.
På samma plats låg ursprungligen den första kyrkan i Kajana, som var byggd 1656. Den första kyrkan förstördes av ryssarna under 1710-talet, och efter det byggdes den andra kyrkan 1734-35. Arkitekten var Grels Norling. Norlings kyrka revs 1895.

## Inventarier
Altartavlan är målad av Toivo Tuhkanen 1925. Dess motiv är Jesus tillsammans med aposteln Petrus.

### Orgel
- 1773 finns ingen orgel i kyrkan.[1]
- Orgeln är gjord av Kangasala orgelbyggeri 1970. Orgeln har 26 register.

### Fotnoter
1. ↑  Abr. Hülphers, Historisk Afhandling om Musik och Instrument särdeles om Orgwerks Inrättningen i Allmänhet jemte Kort Beskrifning öfwer Orgwerken i Swerige (1773), s. 252.

- Wikimedia Commons har media som rör Kajana kyrka.